# Ямансу (приток Аксая)
Ямансу́ (Яман-су; чечен. Ястий, Бургӏалт, кум. Ямансув) — река в России, правый приток Аксая, протекает по территории Ножай-Юртовского района Чечни и Новолакского, Хасавюртовского райнов Дагестана. Длина реки — 75 км. Площадь водосборного бассейна — 318 км². Уклон реки — 15,1 м/км.

## Название
В переводе с кумыкского языка «яман су» означает «плохая вода». Воды реки относятся к сульфитному классу с большим содержанием сернокислых и хлористых солей не употребляются для питья, откуда и название. Однако, в конце XIX — начале XX века на страницах Энциклопедического словаря Брокгауза и Ефрона давалось и другое объяснение:
«Своё название („плохая речка“) получила вследствие того, что во время дождей превращается в бурный поток, который невозможно переехать».

## География
Высота истока — 1160 м над уровнем моря. Берёт начало с северо-западного склона хребта Планивук и впадает в реку Аксай с правого берега у села Новосельское на 62 км от устья. Высота устья — 25 м над уровнем моря.

## Гидрология
Река Ямансу относится к типу рек с паводочным режимом в теплую часть года и зимней меженью. Основное питание реки тало-дождевое. В марте-апреле паводки формируются в основном за счёт талых вод, а в остальную часть года — за счёт дождей. Средний годовой расход — 0,64 м³/с, максимальный — 240 м³/с (1989 год). Средняя мутность воды 8000 г/м³, максимальная 53 000 г/м³.

## Притоки
Не имеет значительных притоков.

## Изучение реки и водохозяйственное значение
Изучение реки до 1992 года производится на гидрологическом посту хутор Ярмаркин 2-й. Ранее также наблюдения велись на ГП разъезд Баташевский и хутор Евгеньевка.

## Данные водного реестра
По данным государственного водного реестра России относится к Западно-Каспийскому бассейновому округу, водохозяйственный участок реки — Сулак от Чиркейского гидроузла и до устья. Речной бассейн реки — Терек. Код объекта — 07030000212109300000222.